# Exechia thomsoni
Exechia thomsoni är en tvåvingeart som beskrevs av Miller 1918. Exechia thomsoni ingår i släktet Exechia och familjen svampmyggor. Inga underarter finns listade i Catalogue of Life.